# 博萊姆卡河
52°59′43″N 16°55′39″E / 52.9952°N 16.9275°E
博萊姆卡河是波蘭的河流，位於該國中西部大波蘭省，由霍傑日縣負責管轄，屬於諾泰奇河的支流，河道全長12公里，流域面積69平方公里。